# Poecile gambeli
Poecile gambeli е вид птица от семейство Синигерови (Paridae).

## Разпространение и местообитание
Този вид обитава планинските райони на западните Съединени щати, от южните части на Юкон до Калифорния и Скалистите планини.

## Описание
Възрастните индивиди имат общата дължина от 13 до 15 см, при размах на крилата около 19 см.